# Utility Rete
Utility Rete (precedentemente Utility Network) era un'applicazione sviluppata dalla Apple Inc. presente nel sistema operativo macOS. Essa forniva informazioni riguardanti le impostazioni di rete. Con il passaggio a macOS Big Sur l'applicazione è divenuta obsoleta.
L'applicazione si trovava al percorso /Applications/Utilities/Network Utility.app.

## Funzionalità
L'applicazione si divideva in 8 schermate:
- Informazioni, che mostra le informazioni di rete, come l'indirizzo IP, l'indirizzo MAC e le statistiche;
- Netstat, che mostra le informazioni della tavola di routing o le statistiche della rete;
- Ping, che permette di inviare un numero id pacchetti a un indirizzo IP;
- Lookup, che permette di eseguire il lookup a un indirizzo IP;
- Traceroute, che permette di tracciare un percorso internet tramite un indirizzo IP;
- Whois, che permette di visualizzare informazioni su un dominio Internet;
- Finger, che permette di visualizzare informazioni su un utente mediante l'indirizzo email;
- Porte, che esamina le porte aperte di un indirizzo IP.

### Porte (Port scan)
Utility Network, per la maggior parte dei suoi servizi, usa i comandi UNIX nelle directory di sistema, ma per port scan usa un eseguibile UNIX che si trova nella sua directory delle risorse, stroke, al percorso /Applications/Utilities/Network Utility.app/Contents/Resources/stroke.